# Publius Cornelius Maluginensis (tribun consulaire en -397)
Pour les articles homonymes, voir Cornelius Maluginensis.
Publius Cornelius Maluginensis est un homme politique de la République romaine, tribun consulaire en 397 et 390 av. J.-C. et peut-être consul éphémère en 393 av. J.-C.

## Famille
Il est membre des Cornelii Maluginenses, branche de la gens patricienne des Cornelii. Il est le fils de Publius Cornelius Maluginensis, tribun consulaire en 404 av. J.-C. et le petit-fils de Marcus Cornelius Maluginensis, consul en 436 av. J.-C. Son nom complet est Publius Cornelius P.f. M.n. Maluginensis.

## Biographie

### Premier tribunat consulaire (397)
En 397 av. J.-C., il est tribun militaire à pouvoir consulaire avec cinq autres collègues, tous patriciens,. Les tribuns se répartissent sur différents fronts pour lutter contre les Volsques, les Èques, les Véiens, les Falisques, les Capénates et des bandits de Tarquinia,. D'après Tite-Live, le collège des tribuns est contraint d'abdiquer avant la fin de leur mandat à cause d'une élection jugée irrégulière.

### Maître de cavalerie (396)
En 396 av. J.-C., Maluginensis est choisi comme maître de cavalerie par le dictateur Marcus Furius Camillus. Ils défont les Falisques et les Capénates qui ont mis en difficulté deux des tribuns consulaires de l'année, et achèvent le siège de Véies, victoire pour laquelle Camille célèbre un grand triomphe.
Les auteurs antiques Tite-Live et Plutarque identifient ce maître de cavalerie à un Publius Cornelius Scipio qui serait alors le premier membre de cette branche à atteindre une haute magistrature.

### Consulat (393)
En 393 av. J.-C., le consulat ordinaire est temporairement rétabli après quinze années de tribunat consulaire. C'est un Cornelius Maluginensis et Lucius Valerius Potitus qui sont élus mais ils abdiquent (vitio facti abdicarunt) et laissent la place à deux consules suffecti, Lucius Lucretius Tricipitinus Flavus et Servius Sulpicius Camerinus, qui s'opposent aux propositions des tribuns de la plèbe de déplacer une grande partie de la population de Rome à Véies, récemment conquise. Selon Theodor Mommsen, les consuls n'entrent même pas en fonction (non inierunt). L'identification du Cornelius n'est pas certaine, il pourrait s'agir de Publius Cornelius Maluginensis ou de Servius Cornelius Maluginensis, sept fois tribun consulaire entre 386 et 368 av. J.-C.

### Second tribunat consulaire (390)
Maluginensis est tribun consulaire une deuxième fois en 390 av. J.-C. avec cinq collègues, tous sont patriciens. Cette année-là, les tribuns affrontent les Gaulois de Brennos et subissent une défaite sévère mettant la ville de Rome en danger. Le Sénat rappelle Marcus Furius Camillus de son exil et le nomme dictateur pour repousser les Gaulois qui assiègent Rome.